# Perșe Travnea, Apostolove
Perșe Travnea (în ucraineană Перше Травня) este localitatea de reședință a comunei Perșe Travnea din raionul Apostolove, regiunea Dnipropetrovsk, Ucraina.

## Demografie
Componența lingvistică a localității Perșe Travnea
     Ucraineană (94,19%)
     Rusă (4,41%)
     Belarusă (1,05%)
     Alte limbi (0,23%)
Conform recensământului din 2001, majoritatea populației localității Perșe Travnea era vorbitoare de ucraineană (94,19%), existând în minoritate și vorbitori de rusă (4,41%) și belarusă (1,05%).